# Sattelalm (Stubaier Alpen)
Die Sattelalm ist eine unbewirtschaftete Alm in den Stubaier Alpen in Südtirol.
Das Almgebiet befindet sich am Südhang des Sattelberges oberhalb des Brenners. Oberhalb des Almgebiets entspringt der Eisack.
Die Alm wird am einfachsten über einen Fahrweg vom Brenner oder von der Sattelbergalm aus erreicht.
Nicht zu verwechseln ist die Sattelalm mit der bewirtschafteten Sattelbergalm auf der österreichischen Nordostseite des Sattelberges.

## Einzelnachweise

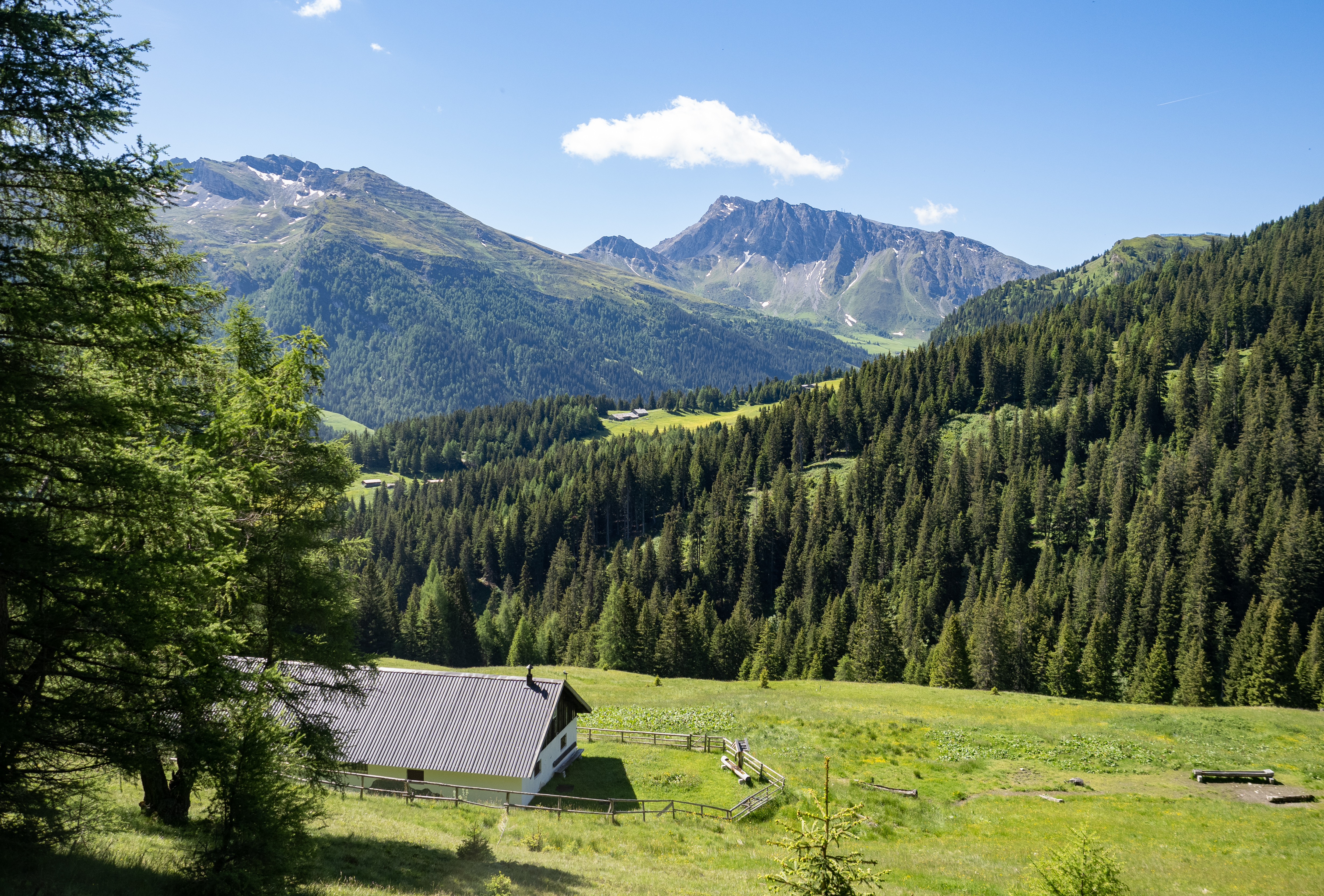
Blick über die Sattelalm in Richtung Süden zu Flatschspitze, Rollspitze und Daxspitze